# للار
شهر للار (به آلمانی: Lollar) در ایالت هسن در کشور آلمان واقع شده‌است.